# Parcs Nacionals de Zàmbia

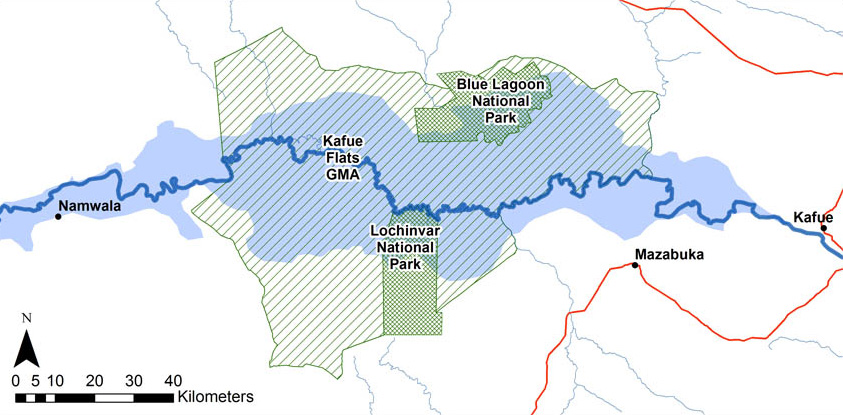
Plans del Kafue amb els parcs nacionals de Blue Lagoon i Lochinvar.

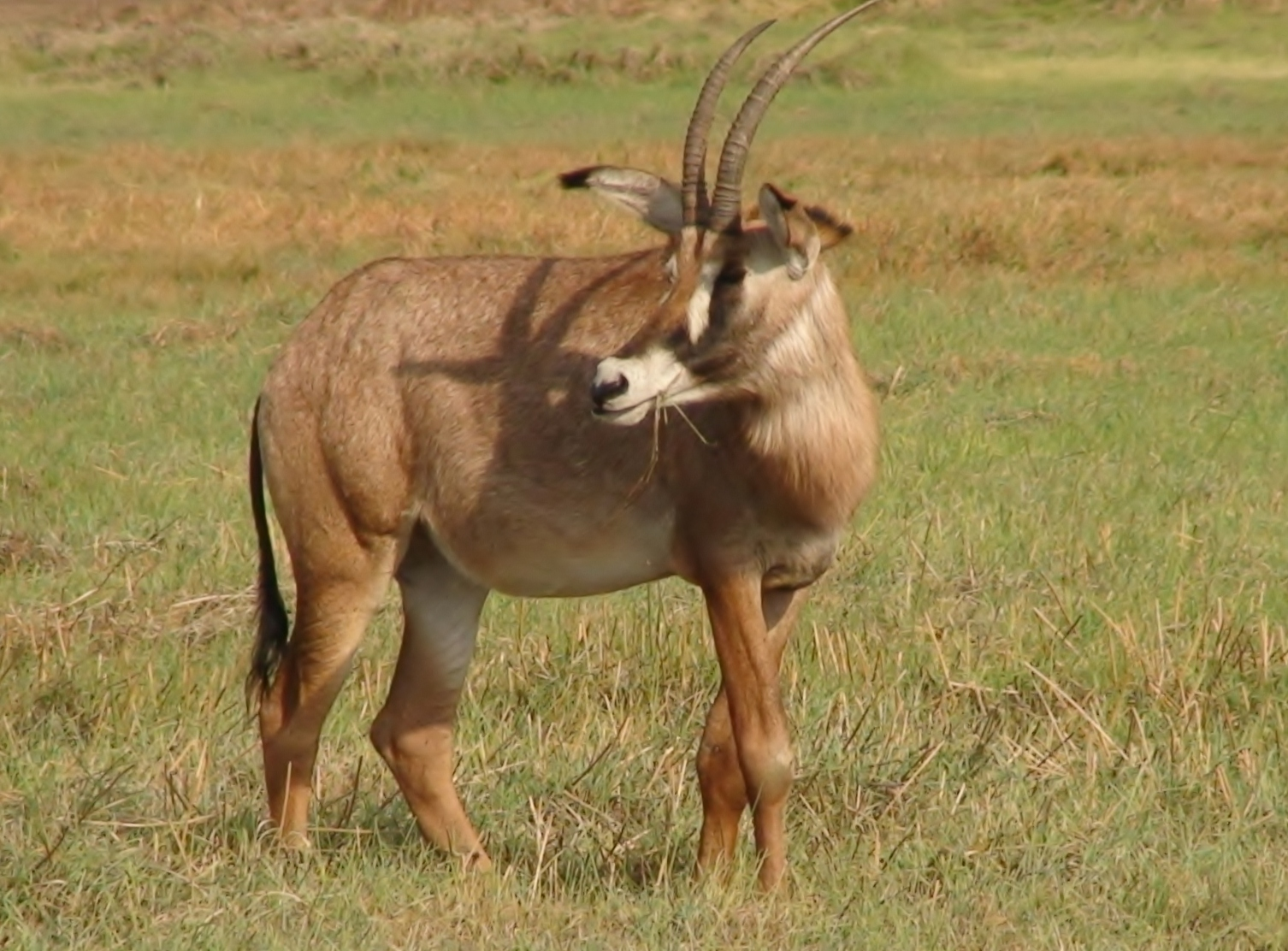
Antílop equí al Parc nacional Kafue

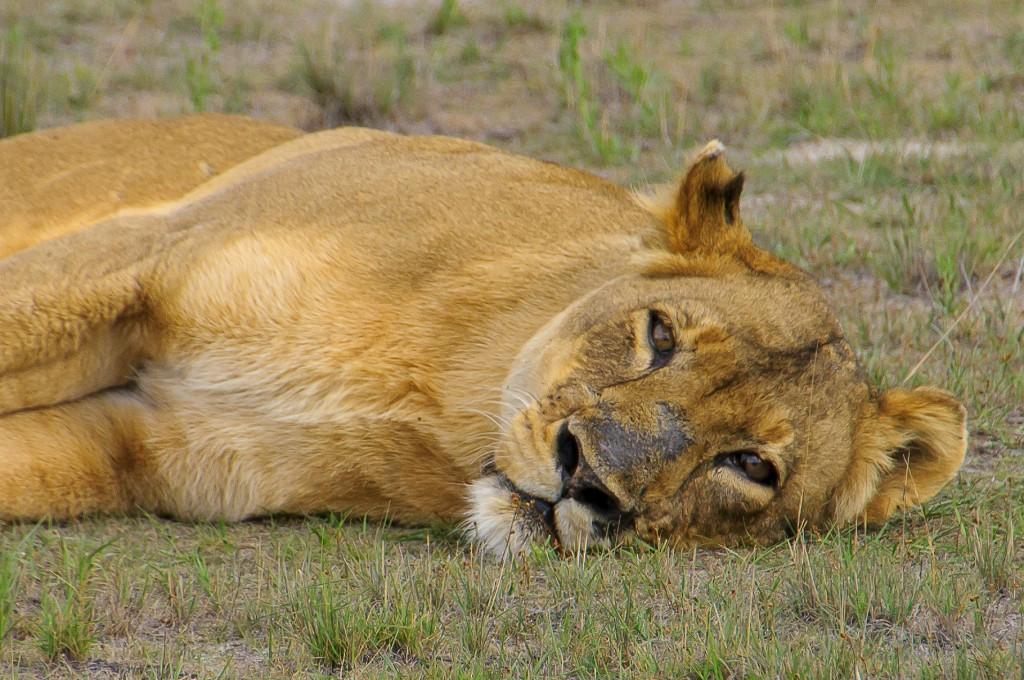
Lady Liuwa, l'última lleona del Parc nacional de Liuwa Plains

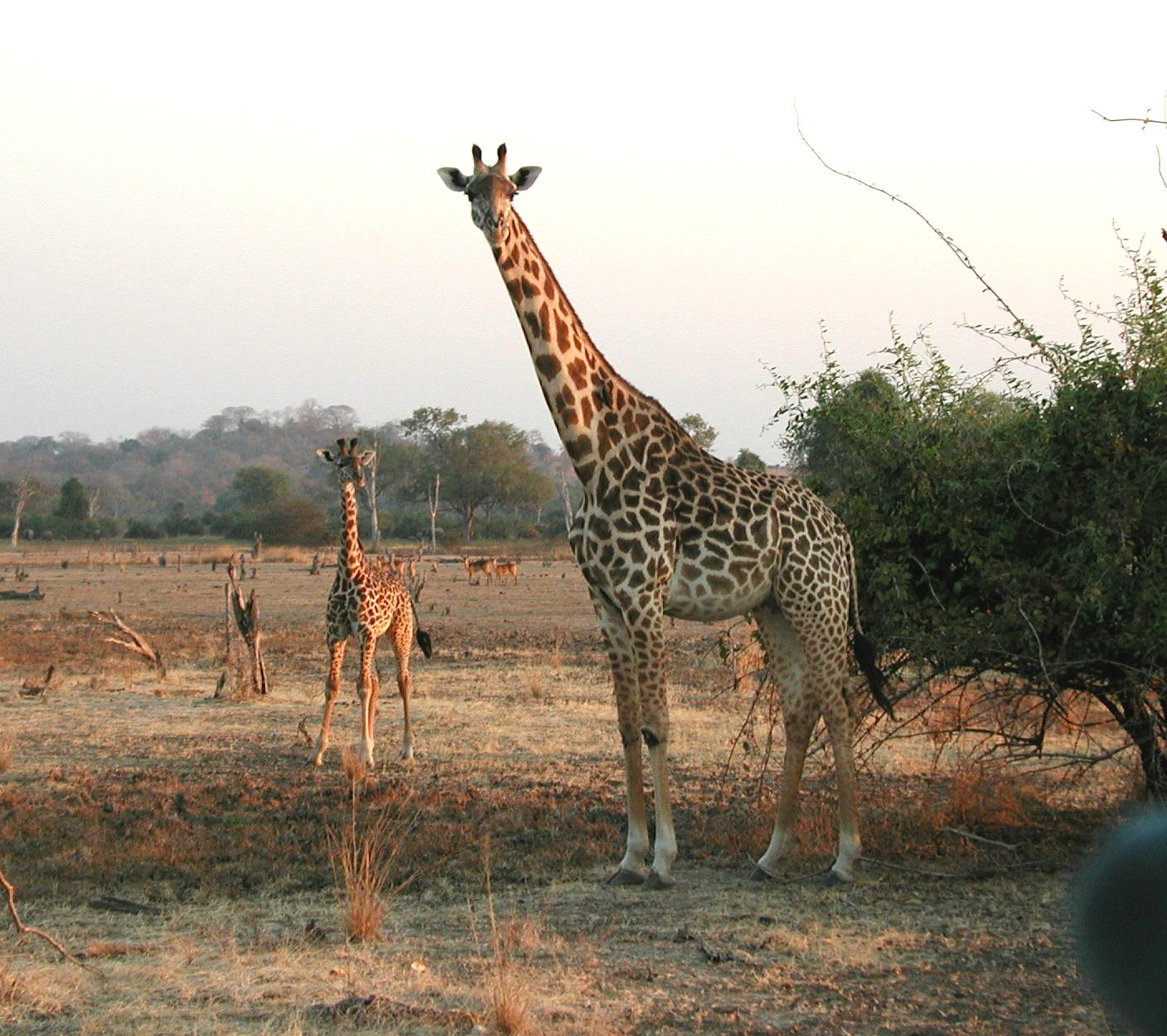
girafes Thornicroft al Parc nacional de Luangwa Sud.

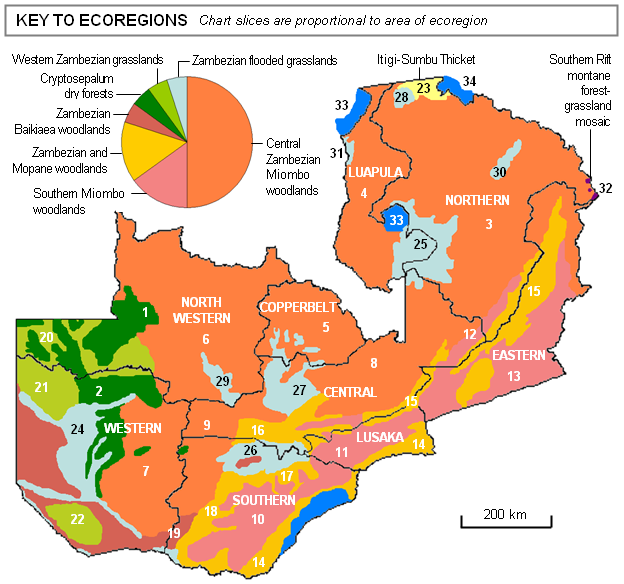
Mapa d'ecoregions de Zàmbia. En carabassa, la zona més extensa, Boscos de Miombo i sabana del Zambeze central; en groc, sabana arbrada de mopane del Zambeze; en blau clar, sabana o prada inundada del Zambeze; en verd fosc, bosc sec del Zambeze; en verd clar, pasturatges del Zambeze occidental, i, en rosa, boscs meridionals de miombo

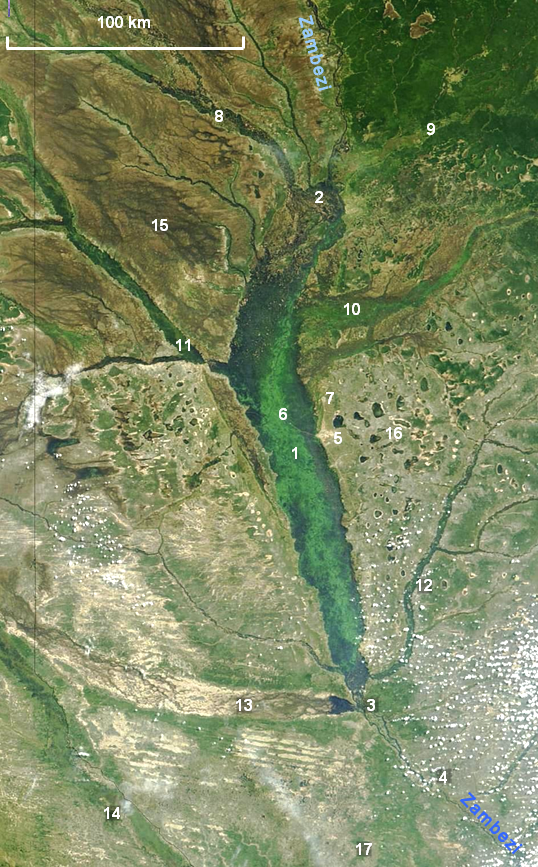
Vista aèria de la plana inundable de Barotse. 1: el riu Zambezi flueix de nord a sud a través de la plana inundable; 2: confluència dels rius Lungwebungu, Zambezi i Kabompo, on comença la plana; 3: fi de la plana en Senanga; 4: Cascades Ngonye; 5: Mongu, capital de Barotseland; 6: Lealui, seu del rei dels lozi; 7: Limulunga, seu del Litunga, rei dels lozi durant la inundació; 8: pantans i plana inundable de Lungwebungu; 9: Kabompo; 10: riu Luena; 11: riu Luanginga; 12: riu Lui; 13: zona inundable del riu Quan; 14: riu Cuando, a la frontera entre Angola i Zàmbia; 15: Parc nacional de la plana del Liuwa; 16: Boscos de miombo del Zambeze central; 17. Parc nacional Sioma Ngwezi.

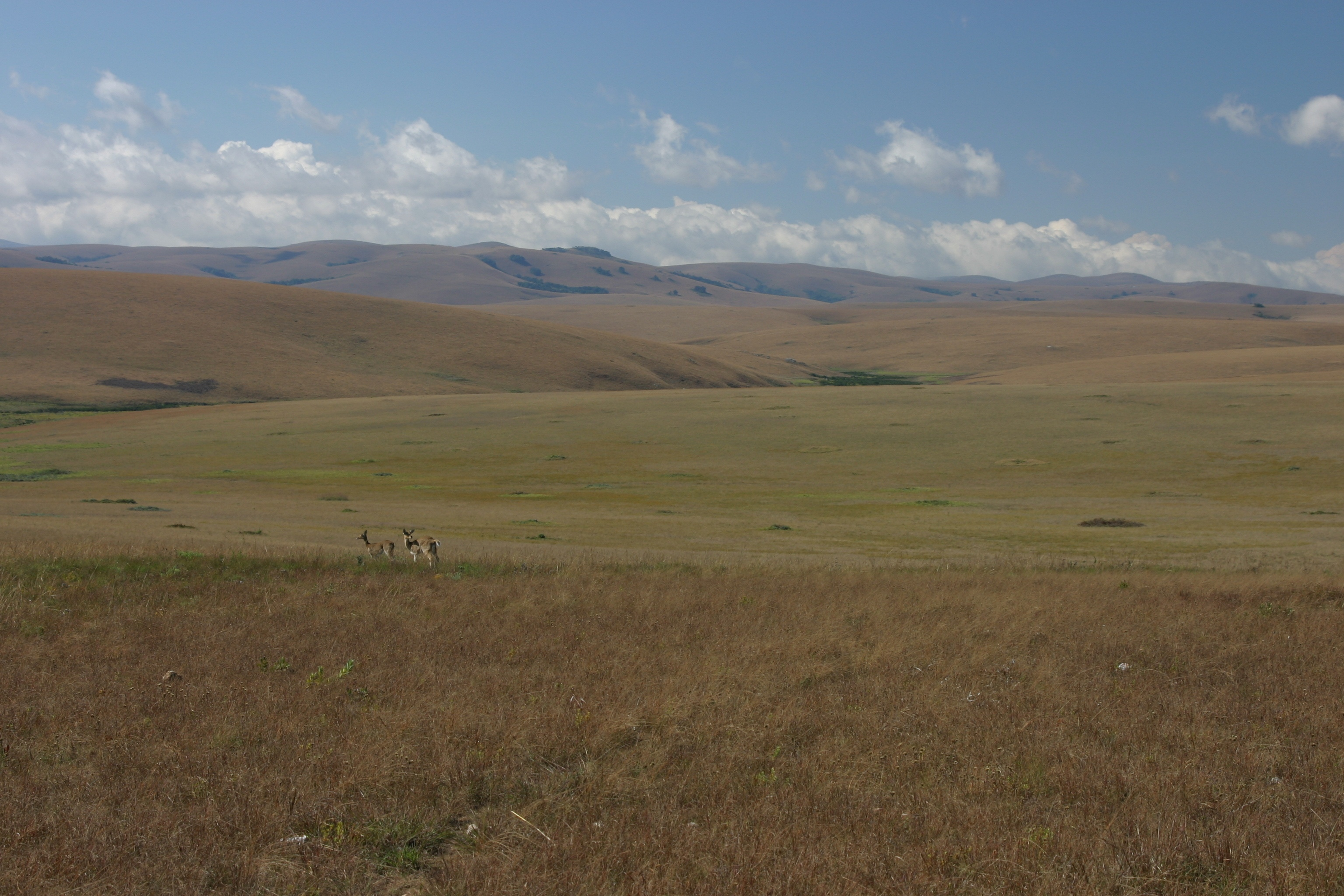
Altiplà de Nyika, en el nord-est de Zàmbia.

A Zàmbia hi ha 20 parcs nacionals, entre 635 zones protegides que cobreixen uns 286.161 km², el 37,87 per cent de la seva superfície, repartides entre els 20 parcs nacionals, 555 reserves forestals, 16 monuments naturals, 1 àrea de conservació, 34 àrees de gestió de caça i 1 santuari d'aus. A això caldria afegir 1 indret Patrimoni de la Humanitat i 8 llocs Ramsar, aiguamolls importants per les aus. En 2015, el president Edgar Lungu va afegir el Parc nacional de Lusaka, proper a la capital.

## Parc nacional de Blue Lagoon
Superfície de 450-500 km², al nord dels plans del Kafue, a la província Central, 120 km a l'oest de Lusaka, és una plana inundable amb una abundant varietat d'aus aquàtiques, així com de cobs lichi, sitatungues, zebres i búfals cafre (Syncerus caffer). El nord del parc forma part de l'ecosistema sabana arbrada de mopane del Zambeze, i el sud de l'ecosistema prada inundada del Zambeze.

## Parc nacional de Lochinvar
Superfície de 410 km², al sud dels plans del Kafue, entre boscos de mopane al sud i pasturatges inundables al nord, mateixa fauna que al parc de Blue Lagoon, amb els ecosistemes invertits.

## Parc nacional d'Isangano
Superfície de 840 km², es troba a la Província del Nord de Zàmbia i forma part dels aiguamolls del llac Bangweulu, amb boscos pantanosos i herbassars. Cobs lichi, sitatungues, redunques i oribís, entre uns altres.

## Parc nacional Kafue
22.400 km², és el més gran de Zàmbia, es troba al centre de la part occidental i ocupa una bona part de la conca del riu Kafue, en la part occidental de l'embassament de Itezhi-Tezhi, abans dels plans del Kafue. Es tracta d'una àmplia regió amb relleu de guals que forma part de l'ecosistema sabana arbolada de miombo del Zambeze central, amb zones inundables, boscos de mopane i, al nord, la sabana o prada inundada del Zambeze, amb els plans de Busanga, per on es desplacen grans ramats d' hervíbors i els seus depredadors. Forma part de l'Àrea de conservació Kavango-Zambeze, un projecte transnacional de gairebé 520.000 km² que uneix les conques dels rius Zambeze i Okavango.

## Parc nacional de Kasanka
390 km², al centre-oriental, a més de mil metres d'altitud, drenat pel riu Luwombwa, afluent del riu Luapula que va a parar al llac Bangweulu, encara que no forma part del seu ecosistema. Elefants, hipopòtams, sitatungues, zebres i búfals, amb una important colònia de ratpenats frugívors pallosos que es reuneixen en els boscos pantanosos del parc entre octubre i desembre, que es converteixen, amb un milió d'exemplars, en la major migració de mamífers del planeta.

## Parc nacional de Lavushi Manda
1.500 km², en la part oriental, entre l'escarpament de les muntanyes Muchinga i les planes al·luvials dels pantans entorn del llac Bangweulu. Ecosistema de sabana arbolada de miombo del Zambezi central. La major part és bosc obert de miombo amb boscos de ribera. Elefant, lleó, lleopard, hipopòtam i, entre les espècies amenaçades, pucu i ratapinyada frugívora pallosa. Àrea d'importància per a les aus.

## Parc nacional del Baix Zambeze
4.092 km², sud-est de Zàmbia, nord del riu Zambeze, va ser la reserva de caça del president, la qual cosa la va protegir de visites. Està enfront del Parc nacional de Mana Pools, que es troba en l'altra riba del riu, en Zimbàbue. Elefants, lleons, búfalos, cocodrils, hipopòtams, etc.

## Parc nacional de Luambe
254 km², a l'est, a la vall del riu Luangwa, en el Rift, al nord-est del Parc nacional de Luangwa Sud, al sud del Parc nacional de Luangwa Nord i a l'oest del Parc nacional de Lukusuzi. Petit, en el fons d'una vall plana (500-700 m d'altitud) amb sabana arbrada de mopane del Zambeze, més tolerant a la calor que el bosc de miombo. Inundable en època de pluges, ple de petites llacunes la resta de l'any, ben plenes d'hipopòtams. Existeix un projecte de crear un corredor entre aquests quatre parcs i el Parc Transfronterer del Gran Limpopo, format pel Parc Nacional de Limpopo de Moçambic, el Parc Nacional Kruger de Sud-àfrica i el Parc Nacional Gonarezhou de Zimbàbue.

## Parc nacional de Lukusuzi
2.720 km², entre el parc nacional de Luambe i la carretera que uneix les ciutats de Chipata i Lundazi, que voreja la frontera de Malawi i separa aquest parc del Parc nacional Kasungu, en aquest últim país. Lukusuzi té una nodrida població de gossos salvatges. No es pot visitar en època de pluges.

## Parc nacional de les planes de Lusenga
880 km², en el nord, al sud-est del llac Mweru, el lloc on més plou de Zàmbia, amb més de 1.500 mm. Travessat pel riu Kalungwishi, inclou els sallents de Lumangwe. Espècies re-introduïdes: zebra de Grant, impales, etc. Cal destacar pintures rupestres en les cascades Kundabwika. Guepards, hipopòtams, lleons, hienes, pucus, antílops aquàtics, etc.

## Parc nacional del Mweru Wantipa
3.134 km², a l'est del llac Mweru, al nord de les planes de Lusenga, en l'àmbit de la sabana i boscos de miombo del Zambeze central posseeix rogles d'una ecoregió poc estudiada, el matollar d'Itigi i Sumbu, una zona d'arbustos impenetrables on la caça furtiva ha fet grans danys entre la fauna.

## Parc nacional de Mosi-oa-Tunya
66 km², al sud, prop de Livingstone la part de Zàmbia de les Cascades de Victòria, enfront del Parc Nacional de les Cascades Victòria, a Zimbàbue.

## Parc nacional de Luangwa Nord
4.636 km², entre el riu Luangwa, a l'est, i els escarpes de les muntanyes Muchinga, a l'oest. Lliure actualment de la caça furtiva, s'ha reintroduït el rinoceront negre i és fàcil veure l'abundant fauna d'elefants, nyus blaus, zebres de Crawshay, antílops i aus.

## Parc nacional de Luangwa Sud
9.050 km², el més conegut dels parcs de Zàmbia i el més meridional de la vall del Luangwa, limitat, com Luangwa Nord per escarpa de les Muchinga i el riu. Els meandres i llacunes abunden en animals, hipopòtams, cocodrils i més de 400 espècies d'aus. Posseeix una gran població de girafes Thornicroft i elefants. És permesa l'organització de safaris a peu. Sabana arbrada de mopane del Zambeze en les fondalades i bosc de miombo en els vessants.

## Parc nacional de Nsumbu
2.063 km², al nord, en la riba oest del llac Tanganika; cocodrils, hipopòtams, antílops, búfals, zebres, etc. Entre les aus, flamencs, becs de tisora africà, espàtules, cigonyes, etc.

## Parc nacional de Nyika de Zàmbia
80 km², nord-est, vora oriental de l'altiplà de Nyika, bosc i sabana formant mosaic, valls estretes, tossals nus, és petit però forma part d'un conjunt molt major amb el veí Parc nacional de Nyika de Malawi, de 3.200 km²; zebres, antílops, elands, duiquer comú, etc. A causa de les boires, abunden les orquídies. Entre les aus, pioc de Denham, francolí de Leivaillant i grua carunculada.

## Parc nacional de la plana del Liuwa
3.660 km², a la província Occidental, a l'oest de la plana inundable de Barotse, travessada pel riu Zambeze. Fa frontera amb Angola. Forma part de l'ecoregió de pasturatges del Zambeze Occidental, constituïda per planes de poàcies amb nombrosos Pans, llacs secs, amb importants migracions d'animals. Durant la Guerra civil angolesa es van matar tots els lleons excepte una lleona que es va fer famosa amb el nom de Lady Liuwa. Va morir en 2017 en els plans de Liuwa. Està qualificat com a lloc Ramsar.

## Parc nacional Sioma Ngwezi
5.276 km², sud-oest de Zàmbia, al sud de la plana inundable de Barotse, entre els rius Zambeze i Cuando i la franja de Caprivi. Pasturatges del Zambeze Occidental, amb sòls sorrencs i pobres, restes d'haver pertangut al Kalahari, i bosc de teca africana, també en sòl sorrenc i pobre. Fauna: Elefant africà de sabana, antílops, zebres, cudús, etc.

## Parc nacional de West Lunga
1.684 km², a la província de Nord-oest, l'únic cobert de bosc, ecorregión bosc sec del Zambeze, dominada per Cryptosepalum de l'espècie exfoliatum. Hi ha miombo també. Mal comunicat. Hipopòtams, cocodrils, papions comuns, cercopitecs verds, búfals, antílops, elands, elefants, entre d'altres.

## Parc nacional de Lusaka
67 km², obert en 2015 al sud de la ciutat de Lusaka, per conservar un bosc que es troba clos i que a manera de zoològic tanca rinoceronts i diversos antílops.